# Natlačen
Natlačen je priimek v Sloveniji.

## Znani nosilci priimka
- Fric Natlačen, telovadec.
- Marko Natlačen, pravnik in politik.